# Gran Premio de Gran Bretaña de Motociclismo de 2025
El Gran Premio del Reino Unido de Motociclismo de 2025 (oficialmente  Tissot Grand Prix of the United Kingdom) fue la séptima prueba del Campeonato del Mundo de Motociclismo de 2025. Tuvo lugar en el fin de semana del 23 al 25 de mayo de 2025 en el Circuito de Silverstone, situado entre las localidades de Northamptonshire y Buckinghamshire, Gran Bretaña.
La carrera al sprint de MotoGP fue ganada por Álex Márquez, seguido de Marc Márquez y Fabio Di Giannantonio.
La carrera de MotoGP fue ganada por Marco Bezzecchi, seguido de Johann Zarco y Marc Márquez. Senna Agius fue el ganador de la prueba de Moto2, por delante de Diogo Moreira y David Alonso. La carrera de Moto3 fue ganada por José Antonio Rueda, Máximo Quiles fue segundo y Luca Lunetta tercero.

## Resultados

### Resultados MotoGP

#### Carrera al sprint
| Pos.    | N.º | Piloto                | Equipo                            | Constructor | Vueltas | Tiempo              | Parrilla | Puntos |
| ------- | --- | --------------------- | --------------------------------- | ----------- | ------- | ------------------- | -------- | ------ |
| 1       | 73  | Álex Márquez          | BK8 Gresini Racing MotoGP         | Ducati      | 10      | 19:53.657           | 2        | 12     |
| 2       | 93  | Marc Márquez          | Ducati Lenovo Team                | Ducati      | 10      | +3.511              | 4        | 9      |
| 3       | 49  | Fabio Di Giannantonio | Pertamina Enduro VR46 Racing Team | Ducati      | 10      | +5.072              | 7        | 7      |
| 4       | 72  | Marco Bezzecchi       | Aprilia Racing                    | Aprilia     | 10      | +5.658              | 11       | 6      |
| 5       | 5   | Johann Zarco          | LCR Honda Castrol                 | Honda       | 10      | +6.707              | 9        | 5      |
| 6       | 63  | Francesco Bagnaia     | Ducati Lenovo Team                | Ducati      | 10      | +7.057              | 3        | 4      |
| 7       | 20  | Fabio Quartararo      | Monster Energy Yamaha MotoGP      | Yamaha      | 10      | +7.231              | 1        | 3      |
| 8       | 37  | Pedro Acosta          | Red Bull KTM Factory Racing       | KTM         | 10      | +9.186              | 14       | 2      |
| 9       | 43  | Jack Miller           | Prima Pramac Yamaha               | Yamaha      | 10      | +9.923              | 6        | 1      |
| 10      | 10  | Luca Marini           | Honda HRC Castrol                 | Honda       | 10      | +10.206             | 8        |        |
| 11      | 21  | Franco Morbidelli     | Pertamina VR46 Racing Team        | Ducati      | 10      | +10.898             | 10       |        |
| 12      | 36  | Joan Mir              | Honda HRC Castrol                 | Honda       | 10      | +11.405             | 13       |        |
| 13      | 12  | Maverick Viñales      | Red Bull KTM Tech3                | KTM         | 10      | +11.933             | 18       |        |
| 14      | 54  | Fermín Aldeguer       | BK8 Gresini Racing MotoGP         | Ducati      | 10      | +15.376             | 5        |        |
| 15      | 23  | Enea Bastianini       | Red Bull KTM Tech3                | KTM         | 10      | +18.135             | 17       |        |
| 16      | 88  | Miguel Oliveira       | Prima Pramac Yamaha               | Yamaha      | 10      | +19.213             | 15       |        |
| 17      | 41  | Aleix Espargaró       | HRC Test Team                     | Honda       | 10      | +20.468             | 21       |        |
| 18      | 32  | Lorenzo Savadori      | Aprilia Racing                    | Aprilia     | 10      | +20.968             | 20       |        |
| 19      | 25  | Raúl Fernández        | Trackhouse Racing MotoGP          | Aprilia     | 10      | +24.729             | 16       |        |
| 20      | 42  | Álex Rins             | Monster Energy Yamaha MotoGP      | Yamaha      | 10      | +26.919             | 12       |        |
| 21      | 35  | Somkiat Chantra       | LCR Honda Idemitsu                | Honda       | 10      | +32.532             | 22       |        |
| Ret     | 33  | Brad Binder           | Red Bull KTM Factory Racing       | KTM         | 1       | Caída               | 19       |        |
| WD      | 79  | Ai Ogura              | Trackhouse Racing MotoGP          | Aprilia     |         | Retirado del evento |          |        |
| Fuente: |     |                       |                                   |             |         |                     |          |        |

#### Carrera larga
| Pos.        | N.º | Piloto                | Equipo                            | Constructor | Vueltas | Tiempo              | Parrilla | Puntos |
| ----------- | --- | --------------------- | --------------------------------- | ----------- | ------- | ------------------- | -------- | ------ |
| 1           | 72  | Marco Bezzecchi       | Aprilia Racing                    | Aprilia     | 19      | 38:16.037           | 10       | 25     |
| 2           | 5   | Johann Zarco          | LCR Honda Castrol                 | Honda       | 19      | +4.088              | 9        | 20     |
| 3           | 93  | Marc Márquez          | Ducati Lenovo Team                | Ducati      | 19      | +5.929              | 4        | 16     |
| 4           | 21  | Franco Morbidelli     | Pertamina VR46 Racing Team        | Ducati      | 19      | +5.946              | 13       | 13     |
| 5           | 73  | Álex Márquez          | BK8 Gresini Racing MotoGP         | Ducati      | 19      | +6.024              | 2        | 11     |
| 6           | 37  | Pedro Acosta          | Red Bull KTM Factory Racing       | KTM         | 19      | +7.109              | 14       | 10     |
| 7           | 43  | Jack Miller           | Prima Pramac Yamaha               | Yamaha      | 19      | +7.398              | 6        | 9      |
| 8           | 54  | Fermín Aldeguer       | BK8 Gresini Racing MotoGP         | Ducati      | 19      | +8.584              | 5        | 8      |
| 9           | 49  | Fabio Di Giannantonio | Pertamina Enduro VR46 Racing Team | Ducati      | 19      | +9.764              | 7        | 7      |
| 10          | 36  | Joan Mir              | Honda HRC Castrol                 | Honda       | 19      | +10.320             | 12       | 6      |
| 11          | 12  | Maverick Viñales      | Red Bull KTM Tech3                | KTM         | 19      | +11.318             | 18       | 5      |
| 12          | 25  | Raúl Fernández        | Trackhouse Racing MotoGP          | Aprilia     | 19      | +16.175             | 16       | 4      |
| 13          | 42  | Álex Rins             | Monster Energy Yamaha MotoGP      | Yamaha      | 19      | +16.312             | 11       | 3      |
| 14          | 33  | Brad Binder           | Red Bull KTM Factory Racing       | KTM         | 19      | +16.262             | 19       | 2      |
| 15          | 10  | Luca Marini           | Honda HRC Castrol                 | Honda       | 19      | +23.729             | 8        | 1      |
| 16          | 88  | Miguel Oliveira       | Prima Pramac Yamaha               | Yamaha      | 19      | +31.641             | 15       |        |
| 17          | 23  | Enea Bastianini       | Red Bull KTM Tech3                | KTM         | 19      | +54.225             | 17       |        |
| 18          | 32  | Lorenzo Savadori      | Aprilia Racing                    | Aprilia     | 19      | +56.488             | 20       |        |
| 19          | 35  | Somkiat Chantra       | LCR Honda Idemitsu                | Honda       | 19      | +1:04.884           | 22       |        |
| Ret         | 20  | Fabio Quartararo      | Monster Energy Yamaha MotoGP      | Yamaha      | 12      | Problemas técnicos  | 1        |        |
| Ret         | 63  | Francesco Bagnaia     | Ducati Lenovo Team                | Ducati      | 3       | Caída               | 3        |        |
| Ret         | 41  | Aleix Espargaró       | HRC Test Team                     | Honda       | 3       | Retirado            | 21       |        |
| WD          | 79  | Ai Ogura              | Trackhouse Racing MotoGP          | Aprilia     |         | Retirado del evento |          |        |
| 1. 2. 3. 4. |     |                       |                                   |             |         |                     |          |        |
| Fuente:     |     |                       |                                   |             |         |                     |          |        |

### Resultados Moto2
| Pos.    | N.º | Piloto                  | Constructor | Vueltas | Tiempo              | Parrilla | Puntos |
| ------- | --- | ----------------------- | ----------- | ------- | ------------------- | -------- | ------ |
| 1       | 81  | Senna Agius             | Kalex       | 17      | 35:26.390           | 5        | 25     |
| 2       | 10  | Diogo Moreira           | Kalex       | 17      | +0.434              | 3        | 20     |
| 3       | 80  | David Alonso            | Kalex       | 17      | +0.498              | 4        | 16     |
| 4       | 44  | Arón Canet              | Kalex       | 17      | +0.518              | 1        | 13     |
| 5       | 28  | Izan Guevara            | Boscoscuro  | 17      | +0.673              | 8        | 11     |
| 6       | 13  | Celestino Vietti        | Boscoscuro  | 17      | +2.820              | 19       | 10     |
| 7       | 12  | Filip Salač             | Boscoscuro  | 17      | +3.437              | 16       | 9      |
| 8       | 16  | Joe Roberts             | Kalex       | 17      | +4.448              | 14       | 8      |
| 9       | 96  | Jake Dixon              | Boscoscuro  | 17      | +4.565              | 13       | 7      |
| 10      | 24  | Marcos Ramírez          | Kalex       | 17      | +4.683              | 6        | 6      |
| 11      | 21  | Alonso López            | Boscoscuro  | 17      | +5.070              | 10       | 5      |
| 12      | 75  | Albert Arenas           | Kalex       | 17      | +12.302             | 11       | 4      |
| 13      | 84  | Zonta van den Goorbergh | Kalex       | 17      | +16.315             | 20       | 3      |
| 14      | 14  | Tony Arbolino           | Boscoscuro  | 17      | +18.242             | 21       | 2      |
| 15      | 9   | Jorge Navarro           | Forward     | 17      | +18.359             | 15       | 1      |
| 16      | 3   | Sergio García           | Boscoscuro  | 17      | +19.268             | 22       |        |
| 17      | 71  | Ayumu Sasaki            | Kalex       | 17      | +19.489             | 17       |        |
| 18      | 27  | Daniel Holgado          | Kalex       | 17      | +19.552             | 9        |        |
| 19      | 53  | Deniz Öncü              | Kalex       | 17      | +20.093             | 18       |        |
| 20      | 92  | Yuki Kunii              | Kalex       | 17      | +25.723             | 23       |        |
| 21      | 17  | Daniel Muñoz            | Forward     | 17      | +40.560             | 24       |        |
| Ret     | 7   | Barry Baltus            | Kalex       | 3       | Caída               | 7        |        |
| Ret     | 18  | Manuel González         | Kalex       | 3       | Caída               | 2        |        |
| Ret     | 4   | Iván Ortolá             | Boscoscuro  | 3       | Caída               | 12       |        |
| WD      | 64  | Mario Aji               | Kalex       |         | Retirado del evento |          |        |
| 1. 2.   |     |                         |             |         |                     |          |        |
| Fuente: |     |                         |             |         |                     |          |        |

### Resultados Moto3
| Pos.    | N.º | Piloto             | Constructor | Vueltas | Tiempo             | Parrilla | Puntos |
| ------- | --- | ------------------ | ----------- | ------- | ------------------ | -------- | ------ |
| 1       | 99  | José Antonio Rueda | KTM         | 15      | 32:58.943          | 26       | 25     |
| 2       | 28  | Máximo Quiles      | KTM         | 15      | +0.046             | 5        | 20     |
| 3       | 58  | Luca Lunetta       | Honda       | 15      | +0.908             | 6        | 16     |
| 4       | 83  | Álvaro Carpe       | KTM         | 15      | +1.071             | 1        | 13     |
| 5       | 73  | Valentín Perrone   | KTM         | 15      | +1.176             | 8        | 11     |
| 6       | 22  | David Almansa      | Honda       | 15      | +1.349             | 3        | 10     |
| 7       | 94  | Guido Pini         | KTM         | 15      | +1.492             | 10       | 9      |
| 8       | 6   | Ryusei Yamanaka    | KTM         | 15      | +1.778             | 13       | 8      |
| 9       | 32  | Vicente Pérez      | KTM         | 15      | +2.618             | 14       | 7      |
| 10      | 10  | Nicola Carraro     | Honda       | 15      | +2.779             | 11       | 6      |
| 11      | 19  | Scott Ogden        | KTM         | 15      | +2.953             | 15       | 5      |
| 12      | 72  | Taiyo Furusato     | Honda       | 15      | +4.000             | 19       | 4      |
| 13      | 12  | Jacob Roulstone    | KTM         | 15      | +6.626             | 12       | 3      |
| 14      | 14  | Cormac Buchanan    | KTM         | 15      | +22.242            | 18       | 2      |
| 15      | 54  | Riccardo Rossi     | Honda       | 15      | +22.323            | 16       | 1      |
| 16      | 82  | Stefano Nepa       | Honda       | 15      | +22.419            | 17       |        |
| 17      | 8   | Eddie O’Shea       | Honda       | 15      | +38.931            | 24       |        |
| 18      | 55  | Noah Dettwiler     | KTM         | 15      | +39.022            | 22       |        |
| 19      | 5   | Tatchakorn Buasri  | Honda       | 15      | +39.144            | 21       |        |
| 20      | 21  | Ruché Moodley      | KTM         | 15      | +45.349            | 20       |        |
| 21      | 30  | Max Cook           | Honda       | 15      | +1:20.183          | 25       |        |
| Ret     | 78  | Joel Esteban       | Honda       | 14      | Retirado           | 23       |        |
| Ret     | 36  | Ángel Piqueras     | KTM         | 14      | Caída              | 2        |        |
| Ret     | 64  | David Muñoz        | KTM         | 4       | Caída              | 7        |        |
| Ret     | 66  | Joel Kelso         | KTM         | 3       | Caída              | 4        |        |
| Ret     | 71  | Dennis Foggia      | KTM         | 0       | Problemas técnicos | 9        |        |
| 1. 2.   |     |                    |             |         |                    |          |        |
| Fuente: |     |                    |             |         |                    |          |        |